# Thorium(IV)-bromid
Thorium(IV)-bromid ist eine anorganische chemische Verbindung des Thoriums aus der Gruppe der Bromide.

## Gewinnung und Darstellung
Thorium(IV)-bromid kann durch Reaktion von Thorium(IV)-oxid mit Brom und Kohlenstoff bei 800 bis 900 °C gewonnen werden. Bei den normalen Präparationsverfahren erhält man meist ein Gemisch von α- und β-Thorium(IV)-bromid. Reines α-Thorium(IV)-bromid wird erhalten, wenn das Gemisch längere Zeit auf 330–375 °C erwärmt wird. Reines β-Thorium(IV)-bromid entsteht beim Erwärmen auf 470 °C und Abschrecken in Eiswasser.
{\displaystyle \mathrm {ThO_{2}+2\ C+2\ Br_{2}\longrightarrow ThBr_{4}+2\ CO} }
Thorium(IV)-bromid kann auch durch Reaktion von Thorium mit Brom oder Thorium(IV)-hydroxid mit Bromwasserstoffsäure gewonnen werden, wobei sich bei letzterer Reaktion Hydrate bilden.

## Eigenschaften
Von Thorium(IV)-bromid existiert eine Tieftemperaturform (α-Form) und eine Hochtemperaturform (β-Form). α- und β-Thorium(IV)-bromid bilden weiße, kristalline hygroskopische Massen, die in Wasser, Ethanol und Essigester sehr gut löslich sind. Von Fluor wird Thorium(IV)-bromid bereits unter Normalbedingungen, von Chlor und Sauerstoff bei Erwärmung angegriffen. β-Thorium(IV)-bromid ist bei Zimmertemperatur metastabil, es wandelt sich im Lauf von 10 bis 12 Wochen in die stabile α-Modifikation um. Die α->β-Transformation erfolgt bei etwa 420 °C. α-Thorium(IV)-bromid kristallisiert in einer orthorhombischen Kristallstruktur (a = 1361 pm, b = 1205 pm, c = 782,1 pm). β-Thorium(IV)-bromid kristallisiert in einer tetragonalen Kristallstruktur mit der Raumgruppe I41/amd (Raumgruppen-Nr. 141) und den Gitterparametern a = 893,9 pm, c = 769,4 pm. Von der Verbindung sind einige Hydrate bekannt. Diese zersetzen sich bei Erhitzung zu Thoriumoxidbromid.